# 30-я отдельная механизированная бригада
30-я отдельная механизированная бригада имени князя Константина Острожского (укр. 30-та окрема механізована бригада імені князя Костянтина Острозького) (сокр. 30 ОМБр, в/ч А0409, пп В2731) — тактическое соединение Сухопутных войск Украины. Находится в составе оперативного командования «Север».
С 2018 года носит имя деятеля Великого княжества Литовского — князя Константина Ивановича Острожского.

## История
Согласно приказу Украины «О Вооружённых Силах Украины» от 6 декабря 1991 года 30-я гвардейская танковая дивизия 8-й гвардейской танковой армии вошла в состав Вооружённых Сил Украины. В феврале 1992 года личный состав дивизии принял присягу на верность народу Украины.
Согласно Директиве НГШ № 115/1/0627 от 25 августа 1993 года 30-я танковая дивизия вошла в боевой состав 8-го армейского корпуса.
Согласно плану подготовки ВС Украины в период с 10 по 18 ноября 1994 года в частях 30-й танковой дивизии проводилась инспекция Министерства обороны Украины во главе с заместителем Министра обороны Украины — командующим Сухопутных войск ВС Украины генерал-полковником Собковым В. Т. По результатам инспекции положение дел в частях дивизии было оценено на «удовлетворительно». Согласно плану реформирования ВС Украины и согласно Директиве командующего от 27 февраля 1995 года № 15/1/070 30 танковая дивизия начала переход на новые штаты.
До 1997 года личным составом дивизии была выполнена основная задача, которая ставилась ВС Украины, а именно — недопущению снижения существующего уровня оперативной и боевой готовности. В сложных экономических условиях, при недостаточном материальном и финансовом обеспечении в частях дивизии выполнялись мероприятия боевой подготовки, проверялся полевую военную подготовку личного состава.
В июле-августе 1995 года артиллерийские дивизионы полков и 855-й самоходно-артиллерийский полк принимали участие в тактических учениях с боевой стрельбой на 250-м Государственном полигоне ракетных войск и артиллерии. Подготовка артиллеристов была достойно оценена высшим военным руководством Вооружённых Сил. Согласно Директиве командующего Северного ОК от 31 декабря 1997 года № 30/1/0201 был расформирован 319-й механизированный полк.
Личный состав дивизии принял участие в самом масштабном в то время комплексном учении «Осень-98», показав при этом высокий уровень оперативной и боевой готовности. В плане реализации современной системы подготовки войск 937-й зенитно-ракетный полк принимал участие в комплексном исследовательском обучении «Дуэль-99», который проводился на полигоне Чауда в Крыму.
30 июля 2004 года танковая бригада, согласно Директиве Министра обороны Украины, переформирована в 30-ю отдельную гвардейскую механизированную бригаду.
На 12 октября 2007 года 2-й механизированный батальон бригады был развернут в Косово как часть POLUKRBAT.

### Российско-украинская война

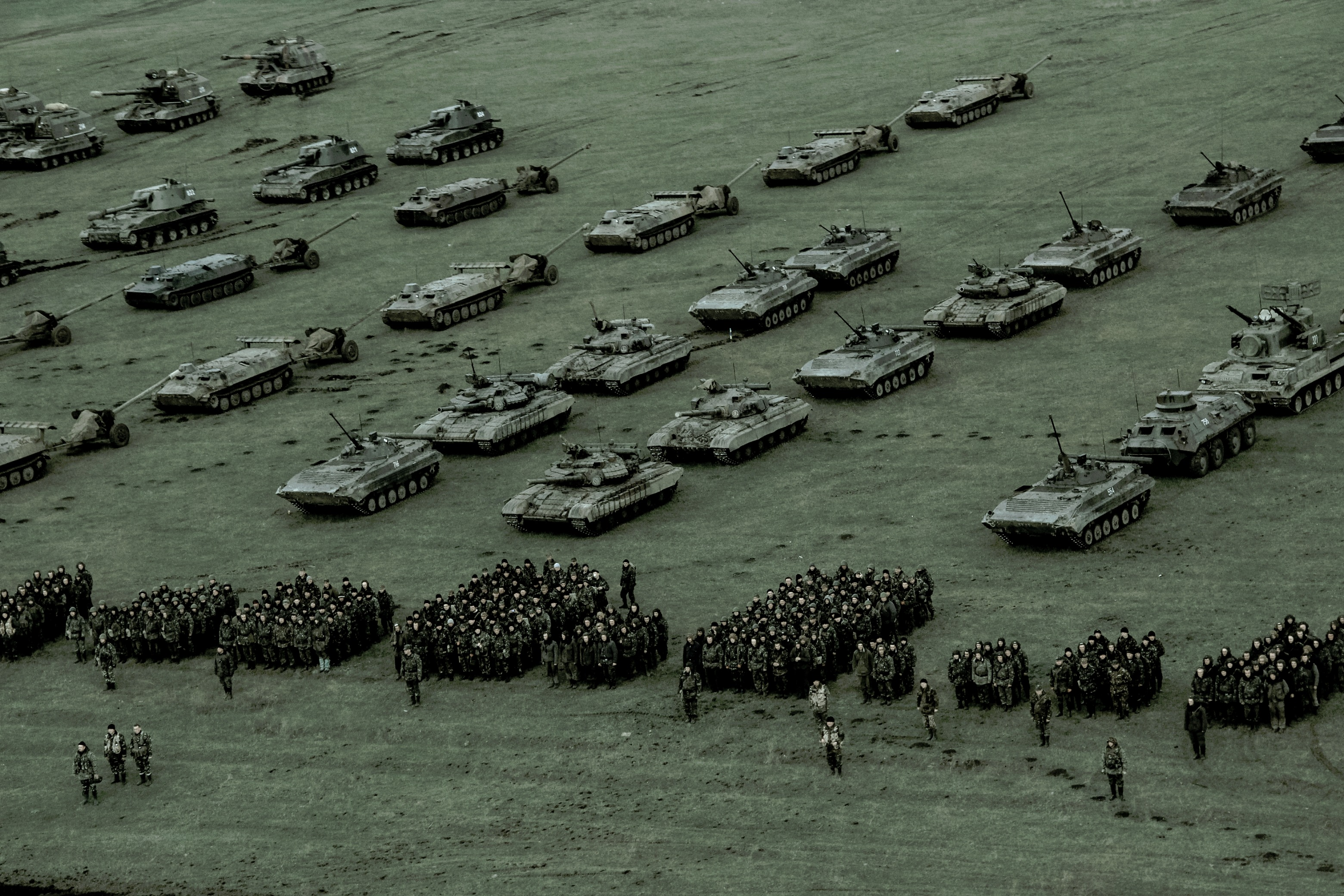
Слаживание 30 ОМБр на полигоне Широкий Лан, 13 апреля 2014 года

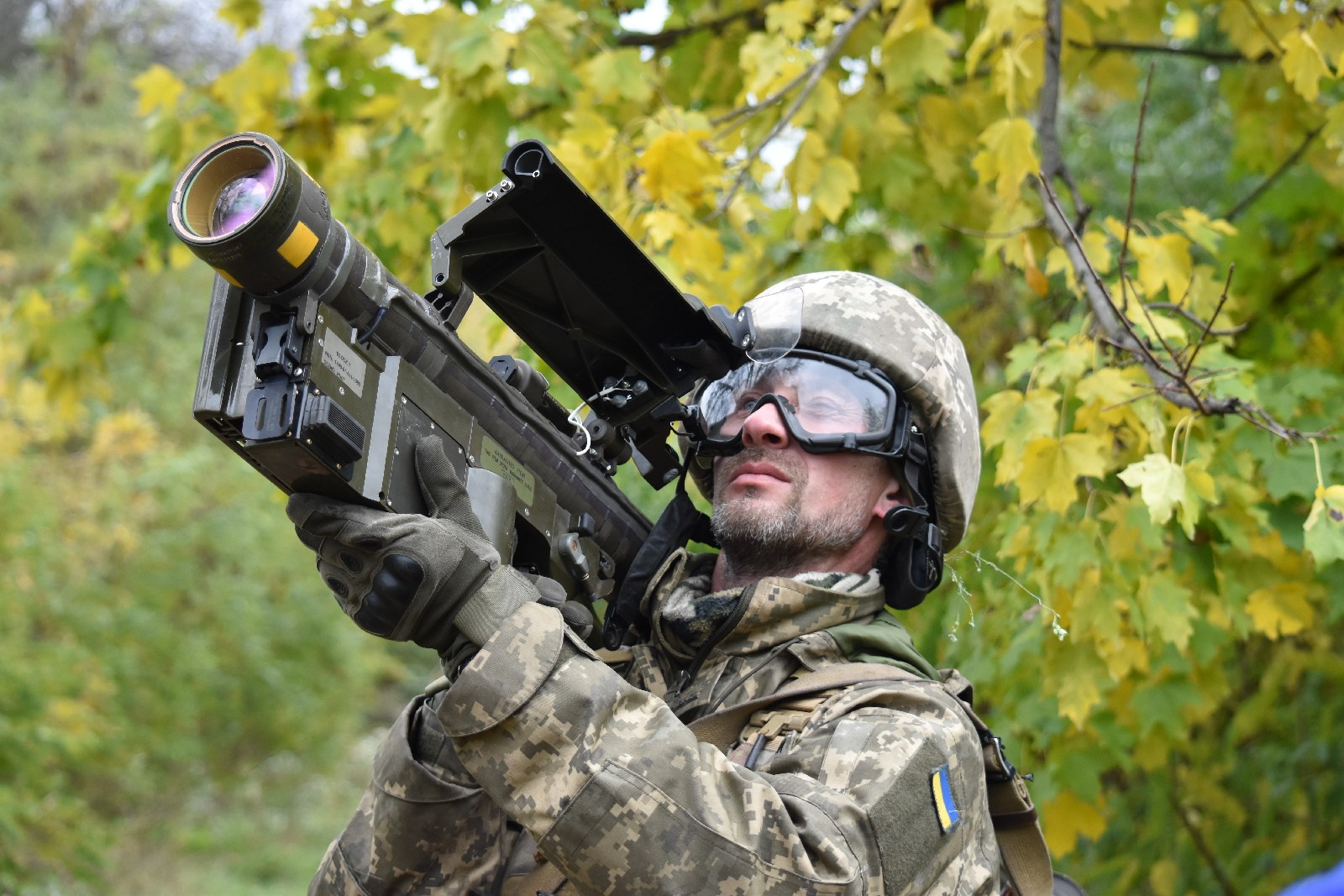
Зенитный дивизион 30-й ОМБр в окрестностях Бахмута, 2022 год

Весной 2014 года, после аннексии Крыма Россией, 30-я механизированная бригада, одна из пяти бригад вооружённых сил Украины, что комплектовалась в то время контрактниками и была отправлена на юг, в том числе в район Бердянска, для защиты от возможного вторжения со стороны Крыма.
Участвовала в вооружённом конфликте на востоке Украины. Летом 2014 года бригада участвовала в боях за Саур-Могилу.
По состоянию на 1 марта 2020 года бригада в ходе АТО потеряла погибшими 178 человек.
С 5 по 13 мая 2022 года во время российского вторжения в Украину в боях по освобождению Харьковщины, вблизи поселка Белогоровка Луганской области артиллерией 30-й отдельной механизированной бригады были уничтожены подразделения ВС РФ в количестве около 485 человек и около сотни единиц бронетехники, включая танки и боевые машины пехоты, которые пытались навести переправу через Северский Донец.

## Командиры
- 17 ноября 1997 — 23 декабря 1999: генерал-майор Коваль, Михаил Владимирович[6]
- 23 декабря 1999 — 18 июля 2002: генерал-майор Мышаковский, Виктор Юрьевич[укр.]
- 18 июля 2002 — 21 февраля 2005: полковник Литвин, Пётр Михайлович
- 21 февраля 2005 — 18 июля 2006: полковник Миколенко, Юрий Михайлович[7]
- 18 июля 2006 — 06 декабря 2008: полковник Довгань, Игорь Андреевич
- 16 декабря 2008 — 16 июля 2014: полковник Нестеренко, Александр Владимирович[укр.][8]
- 16 июля 2014 — 17 марта 2015: подполковник Якубов, Виталий Александрович
- 17 марта 2015 — январь 2021[9]: полковник Гараз, Иван Викторович[укр.][10]
- 4 января 2021 — сентябрь 2022: полковник Зиневич, Александр Иванович[укр.][9]